# Liste der Naturschutzgebiete in Mainz
Auf dem Gebiet der rheinland-pfälzischen Stadt Mainz gibt es die in der folgenden Tabelle aufgeführten Naturschutzgebiete.
| Name                                      | Bild | Kennung               | Kreis                         | Einzelheiten | Position | Fläche Hektar | Datum |
| ----------------------------------------- | ---- | --------------------- | ----------------------------- | --- | -------- | ------------- | ----- |
| Mombacher Rheinufer                       |      | 7315-053 WDPA: 318799 | Mainz                         | Mombach, Budenheim Besteht aus nördlichem und südlichem Teilgebiet; vielfältig strukturierter Stromtal-Auenbereich mit Gräben, Silberweiden-Auenwald und Stromtalwiesen, Röhricht, Gewässern, Schlammfluren, Einzelbäumen, Baumgruppen und Gebüschen | ⊙        | 64            | 1995  |
| Lennebergwald                             |      | 339190 WDPA: 164434   | Mainz, Landkreis Mainz-Bingen | | ⊙        | 284,42        | 1996  |
| Mainzer Sand                              |      | 7315-054 WDPA: 82136  | Mainz                         | Mombach Flugsand- und Dünengebiet mit offenen und bewaldeten Arealen | ⊙        | 32,18         | 1984  |
| Mainzer Sand Teil II                      |      | 7315-055 WDPA: 164558 | Mainz, Landkreis Mainz-Bingen | Mombach, Gonsenheim, Budenheim Kalkflugsandgebiet mit offenen Kalkflugsandflächen, Dünen, Sandpionierfluren, Sandheiden, Brachflächen, Streuobstwiesen, Einzelgehölzen, Alt- und Totholz                                                             | ⊙        | 793,02        | 1997  |
| Höllenberg                                |      | 7315-056 WDPA: 163764 | Mainz, Landkreis Mainz-Bingen | Finthen, Ingelheim am Rhein Offene Sandflächen, Sandpionierfluren, Sandheiden, Sandkiefernheiden, Streuobstwiesen, Brachflächen, Alt- und Totholz und Einzelgehölze                                                                                  | ⊙        | 151,47        | 1995  |
| Laubenheimer-Bodenheimer Ried             |      | 7315-057 WDPA: 164388 | Mainz, Landkreis Mainz-Bingen | Laubenheim, Bodenheim Feuchtwiesen und Röhricht- sowie Wiesenflächen, Halbtrockenrasen, Dämme und höherliegende Geländeteile, Teiche und Gräben | ⊙        | 85,43         | 1982  |
| Erweiterung Laubenheimer-Bodenheimer Ried |      | 7315-058 WDPA: 318375 | Mainz, Landkreis Mainz-Bingen | Laubenheim, Bodenheim Extensivgrünland, insbesondere Stromtal-, Nass- und Feuchtwiesen, außerdem naturnahe Fließrinnen und Kleingewässer sowie Sukzessions- und Extensivackerflächen                                                                 | ⊙        | 98,94         | 1998  |
| Wiesen am Layenhof – Ober-Olmer Wald      |      | 7339-225              | Mainz, Landkreis Mainz-Bingen | Mainz, Ingelheim am Rhein, Nieder-Olm Magerwiesen und Trockenrasen, Gehölze; im Ober-Olmer Wald unter anderem Laubwälder und orchideenreiche Trockenrasen                                                                                            | ⊙        | 533           | 2017  |
| Legende für Naturschutzgebiet             |      |                       |                               | |          |               |       |